# Glassdoor
Glassdoor ist eine Website mit Sitz in San Francisco, auf der Unternehmen von ehemaligen oder aktuellen Mitarbeitern bewertet werden können. Das Unternehmen hat Standorte in den Vereinigten Staaten, Europa und Südamerika; eine deutsche Vertretung existiert seit 2019 in Hamburg.
Glassdoor ist eine Tochtergesellschaft der japanischen Recruit-Gruppe, von der es 2018 für 1,2 Milliarden US-Dollar übernommen wurde.

## Geschichte
Glassdoor wurde 2007 von Tim Besse, Rich Barton und Robert Hohman in Mill Valley, Kalifornien, gegründet.
Im Juni 2008 brachte Glassdoor seine Website für Arbeitgeberbewertungen auf den Markt. Das Unternehmen veröffentlichte neben den Bewertungen zu Beginn auch den Durchschnitt der geposteten Gehälter und zeigte diese auf der Website neben den von Mitarbeitern abgegebenen Bewertungen des Managements und der Unternehmenskultur ihres Arbeitgebers. Unter den ersten bewerteten Unternehmen waren unter anderem größere Tech-Unternehmen wie Google und Yahoo. Später begann Glassdoor sich auf Geschäftsführer und Arbeitsplätze sowie die gesamte Arbeitserfahrung bei einem bestimmten Unternehmen zu konzentrieren.
Im Jahr 2010 brachte Glassdoor eine kostenpflichtige Funktion auf den Markt, das „Erweiterte Arbeitgeberprofil“. Dies ermöglicht Arbeitgebern ihre eigenen Inhalte auf ihrem Profil auf Glassdoor zu veröffentlichen, wie z. B. Biographien ihrer Führungskräfte, Stellenanzeigen, Links zu sozialen Medien und Empfehlungen.
2015 begann Glassdoor international zu expandieren, indem das Unternehmen eine lokalisierte Version der Website und App, z. B. in Deutschland und Österreich, anbot. Im September 2016 übernahm Glassdoor das brasilianische Unternehmen Love Mondays, um eine Präsenz in Lateinamerika aufzubauen.
2018 wurde das Unternehmen von der japanischen Recruit für eine Summe von rund 1,2 Mrd. US-Dollar übernommen. Im selben Jahr eröffnete Glassdoor eine Niederlassung in Paris und im folgenden Jahr, 2019, ein kleines Büro in Hamburg, in dem zunächst fünf Mitarbeiter beschäftigt wurden.

## Unternehmen
Der Hauptsitz des Unternehmens befindet sich in San Francisco, weitere Büros befinden sich in Chicago und Uniontown. Glassdoor hat europäische Standorte in London und Dublin, Paris und ein deutsches Büro in Hamburg sowie eine Niederlassung in São Paulo.
2019 hatte Glassdoor 67 Millionen Nutzer aus 190 verschiedenen Ländern und ein Drittel aller Fortune-500-Unternehmen waren Glassdoor-Kunden.

### Finanzierung
2008 erhielt Glassdoor vor der Einführung der Website eine Basisfinanzierung von 3 Millionen US-Dollar. 2012 erhielt Glassdoor Risikokapital in Höhe von 20 Millionen Dollar. Im darauffolgenden Jahr nahm Glassdoor zusätzlich 50 Millionen Dollar auf. Insgesamt betrug die Fremdfinanzierung zu diesem Zeitpunkt 92 Millionen Dollar.
Im Rahmen einer Finanzierungsrunde, die von Google Capital geführt wurde, brachte Glassdoor im Jahr 2015 weitere 70 Millionen Dollar auf, womit Glassdoor eine Unternehmensbewertung von knapp 1 Milliarde Dollar erreichte. 2016 brachte Glassdoor von Anlegern weitere 30 Millionen Dollar auf und der Gesamtbeitrag aller Investitionen stieg damit auf 200 Millionen Dollar an.

## Angebot

### Website
Der Schwerpunkt des Angebotes von Glassdoor ist die Website zur Bewertung von Unternehmen, die seit 2008 online ist und nach Techcrunch „anonyme Bewertungen und Gehälter von Mitarbeitern bei Großunternehmen sammelt und anonymisiert veröffentlicht, sodass diese für alle Nutzer zu sehen sind“. Auch das Posten anderer Medien, wie z. B. Fotos, ist auf der Website möglich.
Bewertungen auf Glassdoor werden von Nutzern geschrieben und die Gesamtbewertung eines Arbeitgebers ergibt sich aus dem Durchschnitt dieser von Nutzern geschriebenen Bewertungen. Jedes Jahr erstellt Glassdoor ein Ranking der Unternehmen mit der höchsten Gesamtbewertung, um den Glassdoor-Award für Mitarbeiterzufriedenheit zu verleihen, der auch als Beste Arbeitgeber bekannt ist. Die Voraussetzungen für die Awards sind für Groß- und Kleinunternehmen unterschiedlich, um die Anonymität der bei kleineren Unternehmen eingestellten Nutzer zu sichern.
Nutzer können auf Glassdoor auch Bewerbungsgesprächfragen posten, die während eines Vorstellungsgesprächs bei einem bestimmten Unternehmen gestellt wurden, sowie andere Informationen, die Jobsuchenden bei einer Bewerbung helfen können.
Das deutschsprachige Angebot von Glassdoor wurde 2019 von rund 2,4 Millionen monatlichen Nutzern besucht.

### Berichte
Glassdoor erstellt anhand seiner Daten, die durch von Nutzern gepostete Inhalte generiert werden, Berichte. In der Vergangenheit wurden Berichte zu unterschiedlichen Themen erstellt, wie z. B. Work-Life-Balance, Gehaltsvergleiche, Listen der besten Büros und Unternehmenskulturen und die Genauigkeit von Maximen bezüglich der Jobsuche. Glassdoor-Daten wurden in der Vergangenheit auch von Dritten benutzt, um die Wirkungen von Gehaltstrends auf Unternehmensumsatzschwankungen zu analysieren.
2015 erstellte Tom Lakin den ersten Bericht von Glassdoor im Vereinigten Königreich. Aus dem Bericht geht hervor, dass Glassdoor und ähnliche Seiten vertrauenswürdiger als Karriere-Guides oder offizielle Unternehmensdokumente sind.